# 陸中大里站
陸中大里站（日语：／ Rikuchū-Ōsato eki */?）是位於秋田縣鹿角市八幡平字永田35番，東日本旅客鐵道（JR東日本）的花輪線車站。

## 歷史
- 1960年（昭和35年）12月1日：日本國有鐵道車站啟用。當時車站位於鹿角郡八幡平村（日语：八幡平村）。
- 1987年（昭和62年）4月1日：伴隨國鐵分割民營化，車站由東日本旅客鐵道（JR東日本）營運。

## 車站構造
車站是一座地面車站，設有1面1線的單式月台。在月台設有候車室。
此站是由鹿角花輪站管理的無人車站。

## 車站周邊
- 秋田縣道191號根瀨尾去澤線（日语：秋田県道191号根瀬尾去沢線）
- 鹿角市民泳池
- 國道282號（日语：国道282号）
- 東北自動車道鹿角八幡平交流道
- 米代川（日语：米代川）

## 相鄰車站
東日本旅客鐵道（JR東日本）
■花輪線
八幡平－陸中大里－鹿角花輪

## 注腳
1. 1 2  . JR東日本. 東日本旅客鐵道. 2020年11月14日  [2020年11月14日]. （原始内容存档于2021年10月22日） （日语）.

## 外部連結
- 車站資訊（陸中大里）：東日本旅客鐵道（日語）